# 18. sydlige breddekreds
Den 18. sydlige breddekreds (eller 18 grader sydlig bredde) er en breddekreds, der ligger 18 grader syd for ækvator. Den løber gennem Atlanterhavet, Afrika, det Indiske Ocean, Australasien, Stillehavet og Sydamerika.